# Pierre-François Didot
Pour les articles homonymes, voir Didot.
Pierre-François Didot, né le 9 juillet 1731 à Paris et décédé le 7 décembre 1795, est le fils de François Didot. Il fut nommé imprimeur de la cour.

## Biographie
Les locaux de la Papeterie d'Essonnes  sont achetés en 1789.
Leur reprise est assurée par Saint-Léger Didot (« Didot Saint Léger », invention du papier sans fin) six ans plus tard. Louis Nicolas Robert y mit au point, en 1798, la machine à papier en continu, dans des bâtiments toujours debout aujourd'hui, mais en voie de reconversion totale.
Henri Didot se distingua de son côté comme graveur en caractères et inventeur de la fonderie polyamatype.
Le troisième fils, Pierre-Nicolas-Firmin Didot (d) (dit « Didot jeune »)[réf. nécessaire], hérita de l'imprimerie.